# Шемокін (Пенсільванія)
Шемокін (англ. Shamokin) — місто (англ. city) в США, в окрузі Нортамберленд штату Пенсільванія. Населення — 6942 особи (2020).

## Географія
Шемокін розташований за координатами 40°47′18″ пн. ш. 76°33′18″ зх. д. / 40.78833° пн. ш. 76.55500° зх. д. (40.788284, -76.554998).  За даними Бюро перепису населення США в 2010 році місто мало площу 2,16 км², уся площа — суходіл.

## Демографія
Згідно з переписом 2010 року, у місті мешкали 7374 особи в 3330 домогосподарствах у складі 1846 родин. Густота населення становила 3414 осіб/км².  Було 4521 помешкання (2093/км²).
Расовий склад населення:
| - 96,8 % — білих - 0,6 % — чорних або афроамериканців - 0,4 % — азіатів - 0,1 % — корінних американців |

До двох чи більше рас належало 1,4 %. Частка іспаномовних становила 2,6 % від усіх жителів.
За віковим діапазоном населення розподілялося таким чином: 23,5 % — особи молодші 18 років, 59,3 % — особи у віці 18—64 років, 17,2 % — особи у віці 65 років та старші. Медіана віку мешканця становила 39,3 року. На 100 осіб жіночої статі у місті припадало 88,5 чоловіків;  на 100 жінок у віці від 18 років та старших — 85,1 чоловіків також старших 18 років.
Середній дохід на одне домашнє господарство  становив 39 925 доларів США (медіана — 31 088), а середній дохід на одну сім'ю — 51 273 долари (медіана — 45 240). Медіана доходів становила 36 578 доларів для чоловіків та 28 466 доларів для жінок. За межею бідності перебувало 24,0 % осіб, у тому числі 24,6 % дітей у віці до 18 років та 21,9 % осіб у віці 65 років та старших.
Цивільне працевлаштоване населення становило 2893 особи. Основні галузі зайнятості: освіта, охорона здоров'я та соціальна допомога — 26,6 %, роздрібна торгівля — 15,0 %, виробництво — 14,6 %.